# Christer Mattiasson
Björn Ove Christer Mattiasson, surnommé Kitten ou Mattigol (né le 29 juillet 1971 à Borås en Suède), est un ancien joueur international et entraîneur de football suédois.